# 小行星3689
小行星3689（英語：3689 Yeates）是一颗围绕太阳公转的小行星。1981年5月5日，卡羅琳·舒梅克在帕洛马山发现了此天体。
这颗小行星的绝对星等为164.45188等。